# Cartographie de Fontainebleau

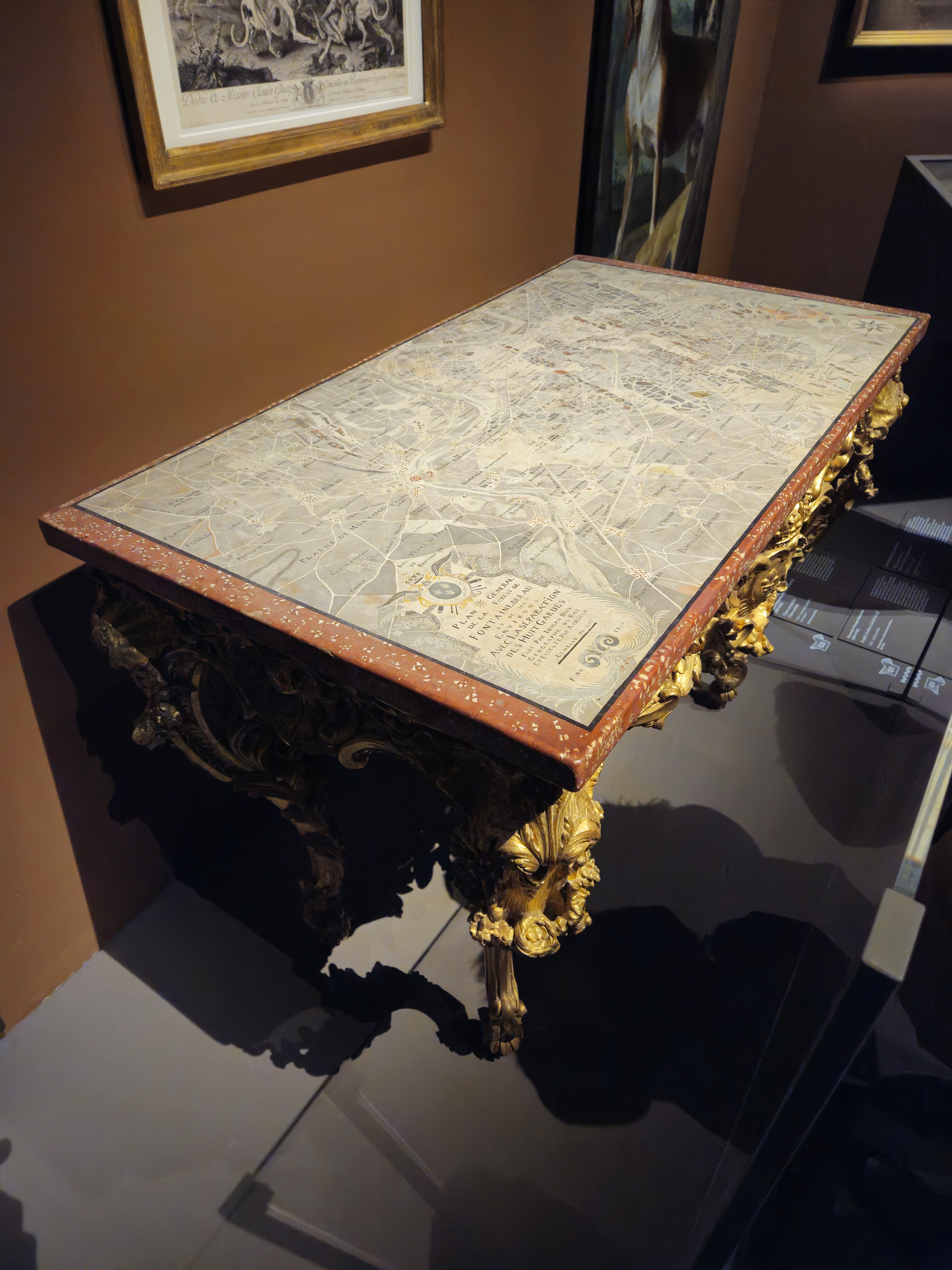
Table avec le plan du domaine de Fontainebleau, dont le tracé est réalisé par Joseph Ducy (1692-1763) en 1730, avec le concours des sculpteurs Sébastien Antoine et Paul-Ambroise Slodtz, du doreur Charles Bardou et du stucateur Andrieux de Benson. Présente dans la salle à manger intérieure de Louis XV au château de Compiègne, cette table fait partie d’un ensemble de cinq meubles réalisés entre 1731 et 1757, destiné à recevoir les cartes des domaines royaux de Fontainebleau, Marly, Versailles, Saint-Germain-en-Laye et Compiègne.

La cartographie de Fontainebleau est l’ensemble des cartes géographiques et leurs moyens de production mis en œuvre pour représenter la ville, le château et la forêt de Fontainebleau, ainsi que subsidiairement la localité d'Avon, depuis la Renaissance jusqu’à l’époque contemporaine.

## Histoire

### XVIIeetXVIIIesiècles

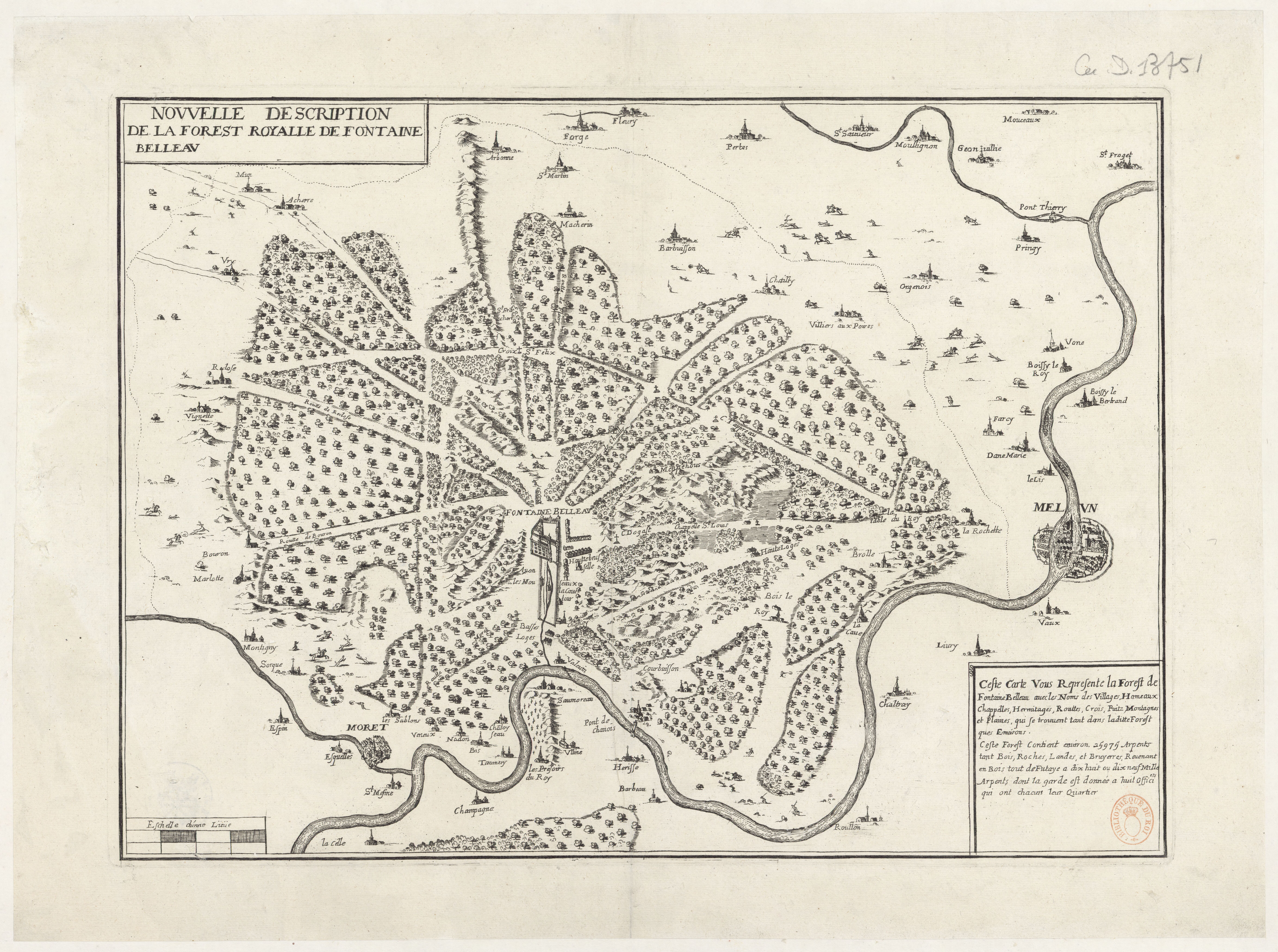
Plan Nouvelle description de la forest royalle de Fontaine Belleau par Jean Boisseau, en 1648.

La forêt de Fontainebleau est représentée graphiquement plus tôt que la ville. Le plus ancien plan de la forêt, celui de Hugues Picart, est daté de 1624. Il est suivi, un quart de siècle plus tard, en 1648, du plan de Jean Boisseau,. Pour la ville, le plus ancien plan daté est celui de Dorbay, en 1682. Des plans du château sont notamment produits par Jean Androuet du Cerceau en 1579 et Tommaso Francini en 1614 : ils omettent dans leurs dessins tout ce qui ne se rapporte pas à la demeure royale. Aussi, un plan manuscrit anonyme et sans date, conservé à la Bibliothèque nationale de France est probablement un peu postérieur à celui de Dorbay (d'Orbay).
Ces premiers plans sont suivis du plan moins exact, mis au jour par Nicolas de Fer, géographe de Monseigneur le Dauphin (Louis de France), gravé par Charles Inselin. De Fer publie, en même temps, un plan de la forêt, dont la première édition porte la date de 1697, et l’édition courante, celle de 1705, ce qui peut servir à dater aussi le plan du bourg ; cependant, l’auteur n’y prend pas en compte des événements de dix ans antérieurs, comme le transfert de la Grande Écurie de l’hôtel de la Coudre à la maison des Héronnières. Par la suite, le plan publié successivement par François Langlois et par Jean Mariette reproduit quelques erreurs de de Fer et doit par conséquent lui être postérieur : on y lit notamment rue Saint-Mercy pour la rue Saint-Merry, rue des Pains pour la rue des Pins, rue de France pour la rue de la Vieille-Poste et inversement, rue de la Poste pour la rue de France. Le quartier des Héronnières y est cependant correctement et publiquement dit La Grande Écurie. Un autre plan encore se trouve dans les Archives nationales de France : il s'agit d'un grand plan manuscrit, levé par Charles-Jacques Billaudel, arpenteur du Roi, en l’année 1712, et un autre plan manuscrit, signé Chauffourier fecit (Jean Chaufourier).
La série des plans généraux se complète par celui que publie l’abbé Pierre Guilbert, dans sa Description historique des châteaux, bourg et forest de Fontainebleau, en 1731 ; il est gravé par Jean-Baptiste Scotin. Les cartes des archives contiennent un ou des plans partiels assez nombreux, mais presque tous du XVIIIe siècle : notamment, le Plan cotté de la cour du Cheval Blanc, place d’Armes et rues qui aboutissent aux dites places et en forment des débouchés, le terrain vague sur la rue de Nemours où l’on a estably une salle de spectacle publique et différents alignements relatifs au château, levé au mois de janvier 1766 par Mareschaux et Jourdain ; les plans de différents hôtels dans la ville, l’hôtel de Conty, rue de l’Abreuvoir (1765) ; l’hôtel de La Vrillière ; le magasin du Roi, ancien hôtel de Guise (1695) ; les hôtels de Chevreuse et de Guénégaud ; l’hôtel de la Coudre ; les écuries de la Reine ; l’hôtel de Pompadour en 1753, alors « hôtel du Gouvernement »,.

### XIXeetXXesiècles
La première carte spécifiquement conçue pour les touristes de la forêt de Fontainebleau est publiée par Claude-François Denecourt en 1839. Cette carte, régulièrement rééditée et enrichie au fil des années, vise à rendre accessibles les itinéraires du massif forestier, réputé complexe et labyrinthique. Denecourt y associe des indications précises pour orienter les visiteurs, en insistant sur la nécessité d’une lecture méthodique pour explorer la forêt sans se perdre. Il y ajoute un système de repérage destiné à guider les promeneurs de manière autonome, sans accompagnement. Dès 1844, la carte est dotée d’un quadrillage alphanumérique (chiffres et lettres) facilitant le repérage des lieux notables. Chaque site mentionné est associé à une référence localisée, comme D4 pour la vallée du Nid de l’Aigle ou F3 pour la gorge aux Loups. Ce système est présenté dans un tableau latéral. L’échelle, exprimée par un segment graphique équivalent à six kilomètres, illustre un souci accru de clarté et de pédagogie.
À partir de 1846, les cartes de Denecourt sont conditionnées dans un étui cartonné formant une boîte, afin d’en faciliter le transport et la protection,. L’auteur emploie lui-même l’expression de « carte de poche », soulignant la volonté de proposer un outil maniable et consultable à tout moment, notamment à chaque carrefour. La lisibilité des itinéraires est renforcée par un code couleur appliqué à la gouache dès 1839 : vermillon, jaune, bleu clair, orange ou vert. À ces premières teintes s’ajoutent progressivement le marron, le rose, et le bleu pétrole. En 1850, les panoramas sont repérés par des drapeaux tricolores peints au sommet des rochers, marquant des points de vue d’intérêt. La signalétique visuelle intègre ainsi des éléments symboliques, parfois ambigus, entre souvenir militaire, conquête républicaine et appropriation collective d’un espace anciennement royal ou impérial. Sur le plan méthodologique, Denecourt conçoit ses cartes comme un guide destiné à des promeneurs non spécialistes. Il y trace manuellement les trajets et localise les points de vue, tout en conservant une rigueur cartographique notable : le relief y est représenté par un système de hachures, et les sentiers ainsi que les carrefours sont figurés dans le détail. Cette précision permet à l’utilisateur de suivre un itinéraire établi ou d’en improviser un, tout en conservant une lecture cohérente de l’organisation spatiale de la forêt.
En 1876, Charles Colinet, conducteur des ponts et chaussées, publie une nouvelle carte de la forêt de Fontainebleau et de ses environs, conçue comme un complément à la 18e édition de l’Indicateur Denecourt. Cette carte s’inscrit dans la continuité des travaux de Denecourt, pionnier de la valorisation touristique de la forêt, en enrichissant la représentation du territoire forestier par une précision géométrique accrue et une couverture élargie.
À partir de 1893, la cartographie de la forêt de Fontainebleau connaît un tournant avec la publication de cartes spécifiquement destinées aux cyclistes. Le Touring Club de France, fondé trois ans plus tôt, édite cette année-là une carte des environs de Fontainebleau couvrant un périmètre excédant largement celui du massif forestier. En 1896, les éditions Taride proposent un document cartographique « à l’usage des promeneurs et des vélocipédistes ». En 1900, une Nouvelle carte cycliste de la forêt de Fontainebleau est publiée par Degrelle, tandis que l’hôtel-restaurant des Charmettes à Barbizon diffuse une Grande carte cycliste de la forêt. Ces cartes se distinguent par la richesse de leurs indications pratiques : état du pavage, accessibilité des accotements, présence de descentes. Elles reflètent les besoins d’une nouvelle génération d’usagers mobiles, bien identifiée dans les représentations cartographiques de l’époque.
Dans les premières décennies du XXe siècle, la cartographie s’adapte à l’évolution des usages récréatifs. Dès les années 1920, certaines cartes recensent les campings et équipements modernes tels que les téléphones ou les postes de secours. Une carte anonyme de 1928 illustre cette inflexion, en mettant l’accent sur ces nouvelles formes de fréquentation. Ces représentations marquent une transition vers une cartographie plus fonctionnelle et orientée vers un public élargi, sans toutefois accorder la même visibilité aux sentiers forestiers que les cartes antérieures.

### XXIesiècle
Au XXIe siècle, l’Institut national de l’information géographique et forestière (IGN) publie son plan topographique de la forêt de Fontainebleau qui est l’une de ses meilleures ventes. En 2021, une mise à jour intervenant après plusieurs années est réalisée avec le concours de l’Association des amis de la forêt de Fontainebleau (AAFF) : réalisée durant la période de confinement, cette carte au format 16/1000 intègre notamment le massif des Trois Pignons, les rochers et arbres remarquables, les parkings, les sentiers balisés, ainsi que les itinéraires accessibles aux personnes à mobilité réduite et ceux dédiés aux vélos tout-terrain (VTT). Tirée à 20 000 exemplaires, elle vise un usage touristique et s'inscrit dans une série d'autres productions comme le guide des sentiers, qui à ce moment sa 8e édition avec 40 000 exemplaires vendus depuis sa création, et l’application « Balade branchée » pour les guides numériques.

## Liste de représentations cartographiques
| Image | Date      | Auteur                              | Titre | Échelle   | Édition |
| ----- | --------- | ----------------------------------- | --- | --------- | ------- |
|       | Vers 1600 | Louis Poisson                       | Vue cavalière du château et de la forêt de Fontainebleau dans la galerie des Cerfs, |           |         |
|       | 1642      | Hugues Picart                       | Carte de la forest de Fontaine Bleaux et pais circonvoisins, |           |         |
|       | 1648      | Jean Boisseau                       | Nouvelle description de la forest royalle de Fontaine Belleau | 1/60 000, |         |
|       | 1682      | François d'Orbay                    | Plan général du château de Fontainebleau et des environs |           |         |
|       | 1682      | François d'Orbay                    | Plan du château de Fontainebleau, au rez-de-chaussée |           |         |
|       | 1697      | Nicolas de Fer                      | Bourg, Chateau et Jardins de Fontaine-bleau |           |         |
|       | 1697      | Nicolas de Fer                      | Forest de Bière ou de Fontaine-Bleau | 1/50 000  | 1re,    |
|       | 1705      | Nicolas de Fer                      | Forest de Bière ou de Fontaine-Bleau |           | 2e      |
|       | 1727      | André Desquinemare                  | Carte générale de la forest de Fontainebleau, contenant 27 925 arpents [...]. Avec ses environs. | 1/37 500  |         |
|       | 1730      | Joseph Ducy                         | Table avec le plan du domaine de Fontainebleau |           |         |
|       | 1741      | Réginald Outhier                    | Plan du château de Fontainebleau |           |         |
|       | Vers 1750 | s.n.                                | Carte particulière des grands pallis de la forest de Fontainebleau |           |         |
|       | 1752      | Pierre Helluin de Lannois           | Plan général de la forêt de Fontainebleau et de ses environs [.] pour servir de guide aux chasses |           |         |
|       | 1770      | C. Aldring                          | Nouvelle carte des environs de Fontainebleau |           |         |
|       | 1770      | Louis Denis, Jacques-Jean Pasquier  | Carte de la forêt de Fontainebleau et de ses environs divisée en ses 8 gardes où sont distinguées les anciennes et nouvelles routes, croix, carrefours, chemins, hausses futaies, bruyères, roches &c |           |         |
|       | 1773      | Henri-Jacques Moussaint             | Plan de la forêt de Fontainebleau contenant 32 877 arpents et 28 perches, |           |         |
|       | 1778      | De La Haye                          | Nouvelle carte de la forêt de Fontainebleau d’après les meilleurs plans |           |         |
|       | 1801      | Rivière                             | Plan géométral du triage de la plaine de Sermaise et de partie de ceux de la Boisière et de la queue de Fontaine                                                                                      |           |         |
|       | 1807      | s.n.                                | Plan du château et parc impérial de Fontainebleau |           |         |
|       | 1835      | Charles Clerget                     | Minute de la carte d'état-major | 1/20 000  |         |
|       | 1844      | Claude-François Denecourt, F. Hardy | Carte topographique de la forêt et des environs de Fontainebleau dressée à l'aide des meilleurs plans et rectifiés sur le terrain                                                                     |           |         |
|       | 1912      | P. Bineteau                         | Grande Carte cycliste de la forêt de Fontainebleau offerte par l'hôtel-restaurant des Charmettes | 1/30 000  |         |
|       | 1926      | Charles Colinet                     | Nouvelle carte topographique de la forêt de Fontainebleau par Denecourt |           |         |
|       | 1963      | Club alpin français                 | Carte de la forêt de Fontainebleau, dressée avec le concours de la commission d'escalade du Club alpin français                                                                                       | 1/30 000  |         |
|       | 1980      | IGN                                 | Forêt de Fontainebleau et des Trois Pignons | 1/25 000  | 7e      |